# Las Tapias (ort i Honduras)
Las Tapias är en ort i Honduras.   Den ligger i departementet Departamento de Francisco Morazán, i den sydvästra delen av landet, 8 km väster om huvudstaden Tegucigalpa. Las Tapias ligger 1 078 meter över havet och antalet invånare är 814.
Terrängen runt Las Tapias är huvudsakligen kuperad. Las Tapias ligger nere i en dal. Runt Las Tapias är det mycket tätbefolkat, med 6 711 invånare per kvadratkilometer. Närmaste större samhälle är Tegucigalpa, 8,4 km öster om Las Tapias. 